# Nemoria menatstii
Nemoria menatstii är en fjärilsart som beskrevs av Guedet 1941. Nemoria menatstii ingår i släktet Nemoria och familjen mätare. Inga underarter finns listade i Catalogue of Life.